# Chevrolet Monte Carlo
Chevrolet Monte Carlo - американське дводверне купе, модель виготовляється з 1969 по 2007 рік в шести поколіннях. Автомобіль був розрекламований як «приватне люкс купе». Остання версія моделі класифікується як повнорозмірне купе. За всю свою історію цей автомобіль пережив безліч конкурентів, виробництво яких було або припинено на багато років раніше, або конструкція їх зазнала кардинальних змін. «Монте Карло» виготовлявся в шести різноманітних за конструкцією поколіннях. Перші чотири (1970-72, 1973-77, 1978-80 і 1981-88) були задньопривідні, з двигуном V8 (V6 стали доступні з початку 1978 року), кузов - купе з каркасною конструкцією корпусу, що стало більш поширеним на початку 1980-х років.
В купе третього покоління «Монте Карло», виробництво якого стартувало в 1979 році, в порівнянні з попереднім випуском, були зроблені незначні зміни - решітка радіатора, задні фари, передні габаритні вогні і подвійні фари повороту. З механічних змін, в порівнянні з попередником, «Монте Карло» отримав новий двигун V8 на 125 к.с. (93 кВт), а також в виробничу чергу були включені двигуни V8 на 140 к.с. (100 кВт) і V8 на 160 к.с. (319 Нм). КПП перенесена з аналога 1978 р.в. Вона була на вибір: стандартним триступеневим механічним агрегатом чи чотириступеневим механічним або автоматом speed Turbo Hydramatic. Це остання модифікація «Монте Карло», яку Chevrolet випустив з ручною КПП, через вкрай низьку зацікавленість покупців.
Модель SS була повторно введена з середини 1983 по 1988 рр. з двигуном 5,0 л V8.
Після припинення виробництва задньопривідних версій «Монте Карло» в 1988 році, серія була відновлена в 1994 році для п'ятого покоління. Автомобіль отримав передній привід, кузов типу купе, двигун V6 та шасі від седана Chevrolet Lumina. Шоста та остання генерація Монте-Карло в 1999 році була побудована на основі шасі Chevrolet Impala, яка прийшла на заміну Lumina. Монте-Карло СС було відновлено з 2000 по 2007 рік, що спочатку працювало на 3,8 л V6 (з наддувом у 2004 та 2005 роках) та 5,3 л V8 на 2006 і 2007 роки.
На основі Chevrolet Monte Carlo в різний час виготовлялись і інші автомобілі GM в кузові купе, такі як Pontiac Grand Prix, Oldsmobile Cutlass та Buick Regal-Coupé.

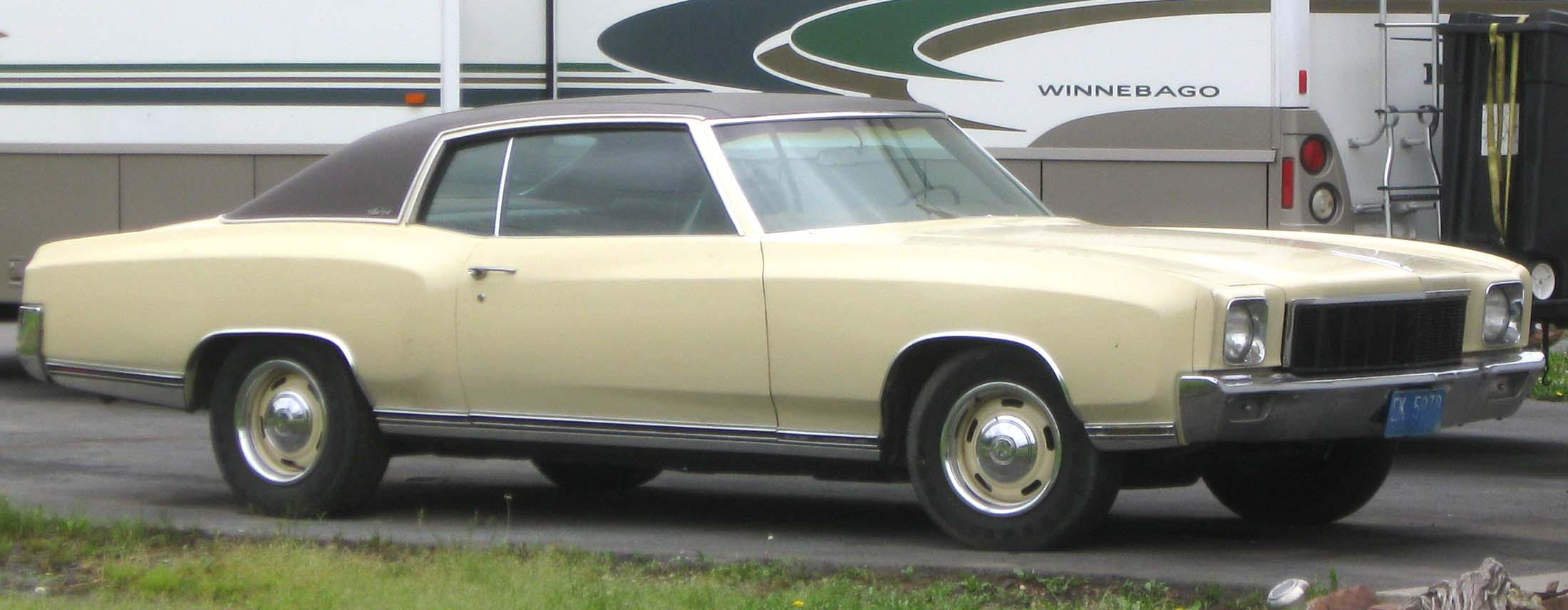
Chevrolet Monte Carlo 1
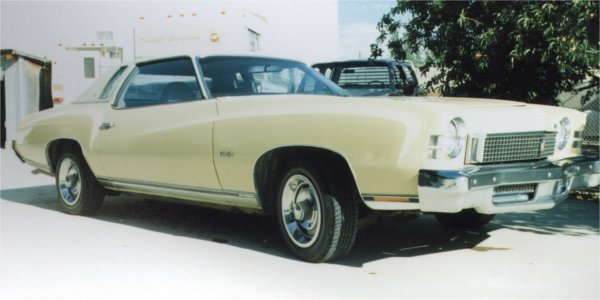
Chevrolet Monte Carlo 2
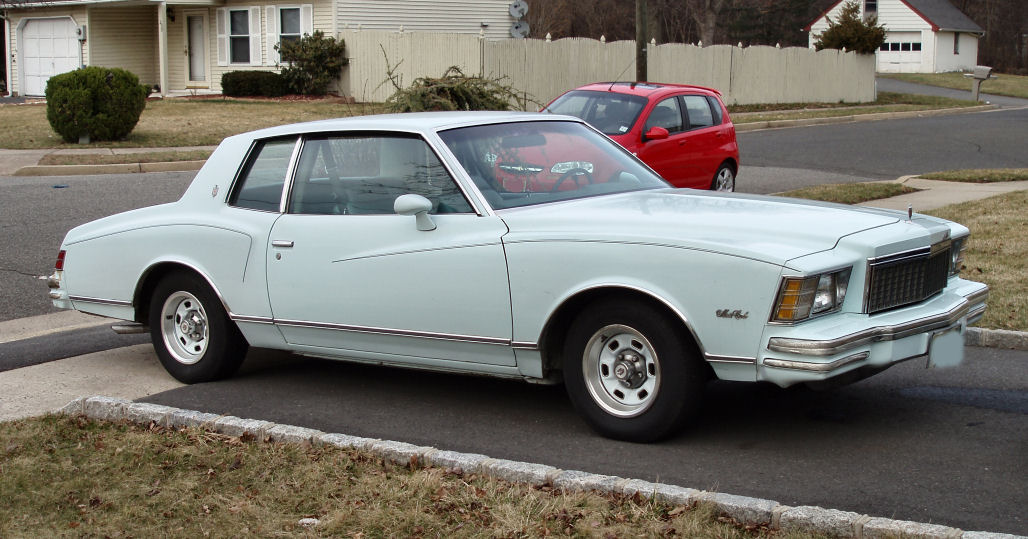
Chevrolet Monte Carlo 3
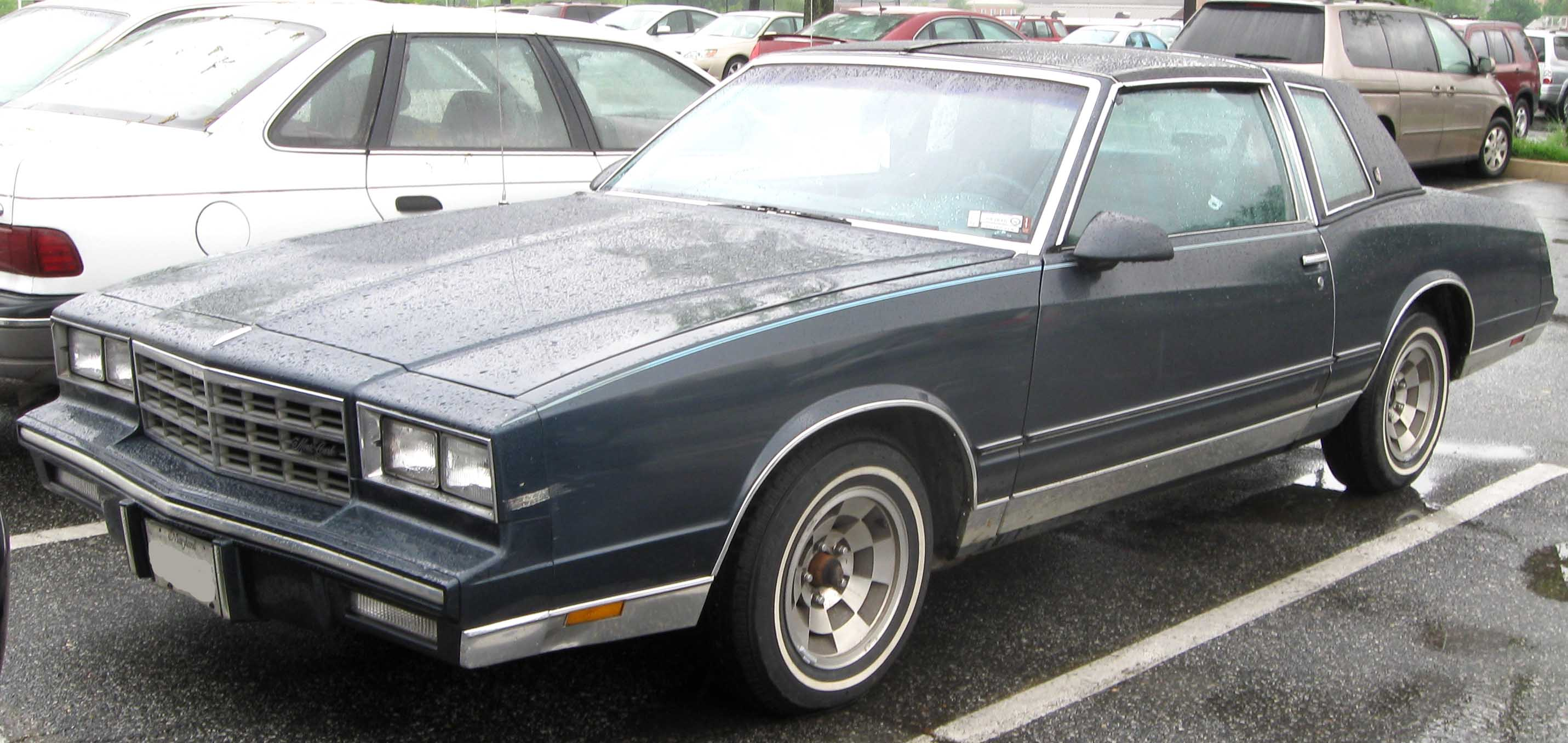
Chevrolet Monte Carlo 4
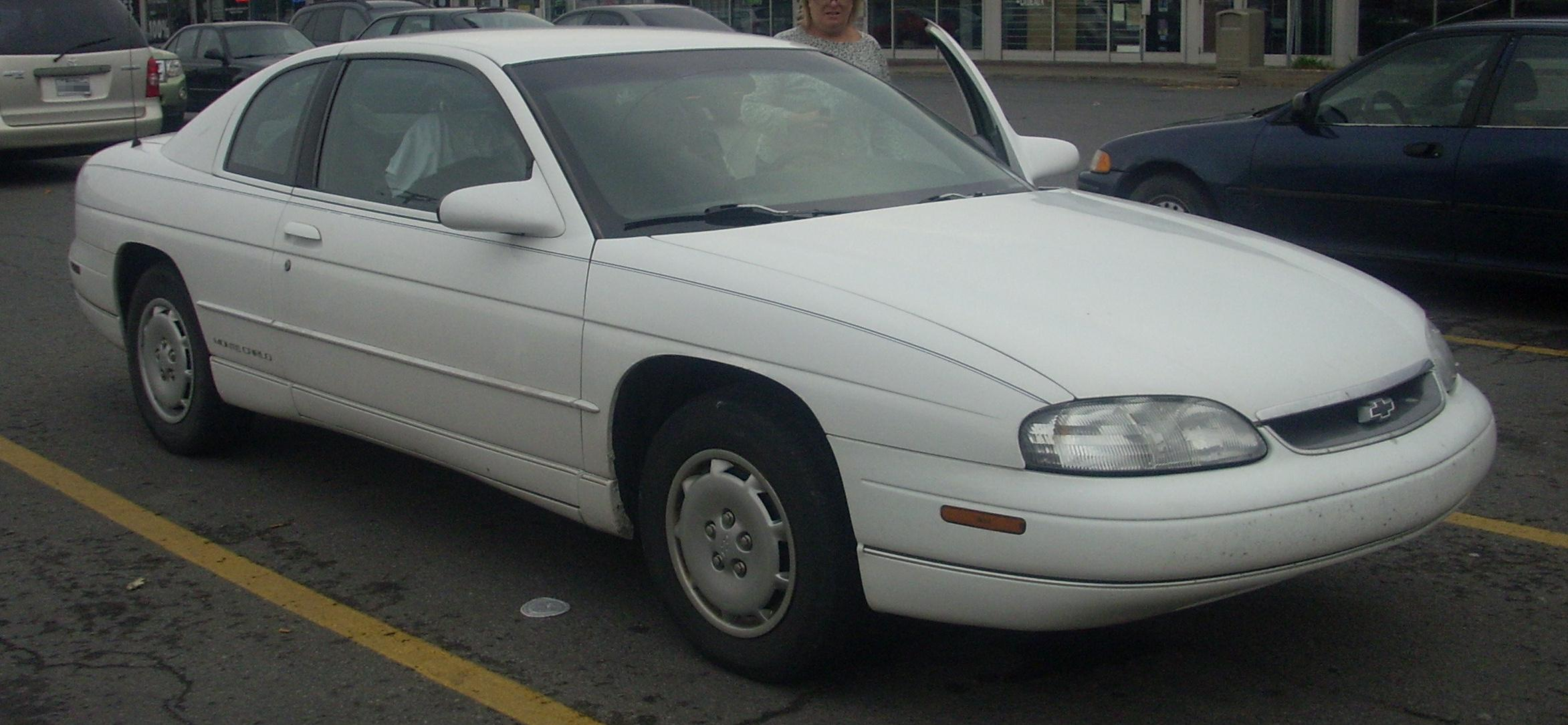
Chevrolet Monte Carlo 5 (1994-1999)
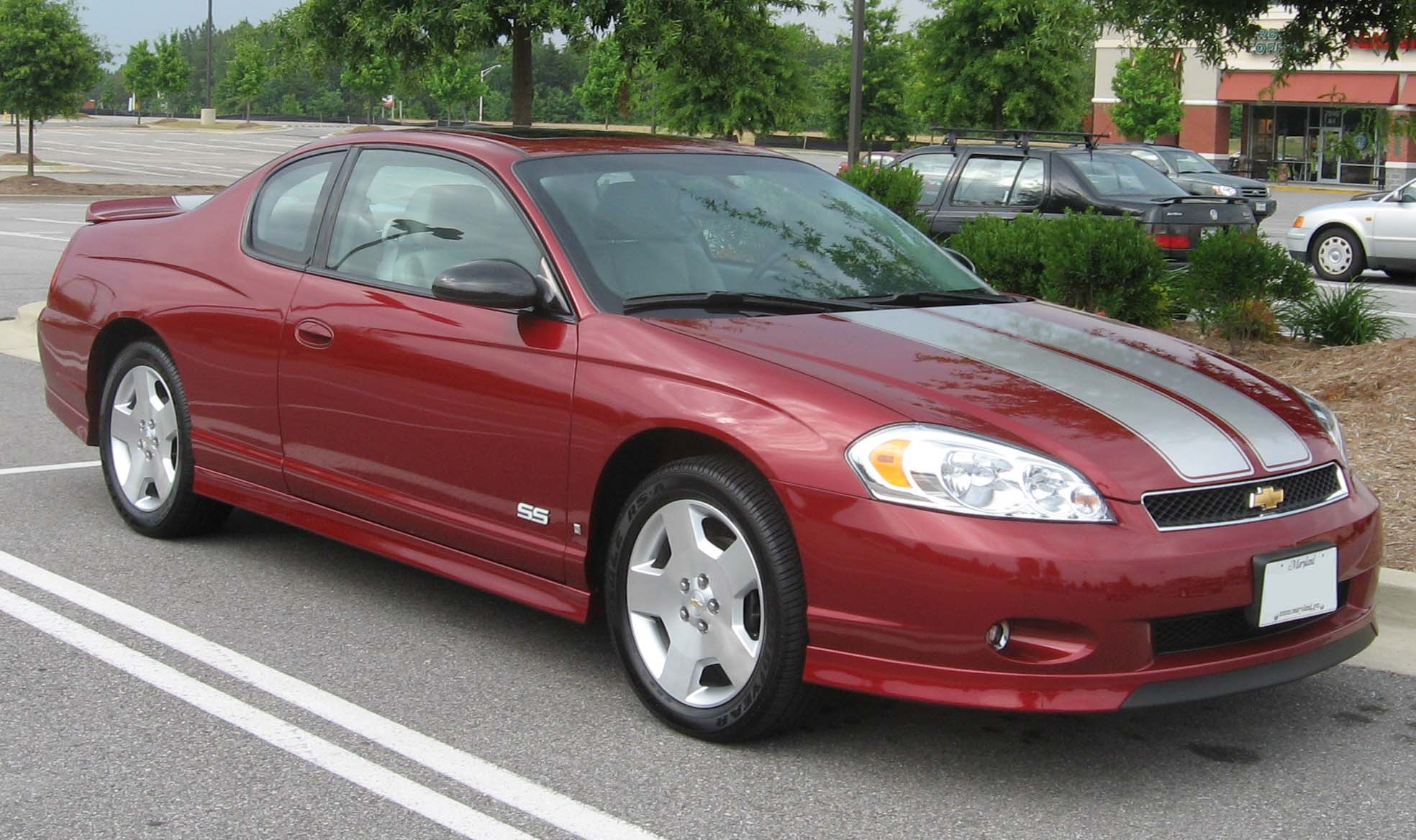
Chevrolet Monte Carlo 6 (1999-2007)

## Цікаві факти
Автомобіль цієї марки 1979 року випуску був використаний грабіжниками Вільямом Мейтіксом і Майклом Платтом у вогнепальній бійні з агентами ФБР в Маямі 11 квітня 1986 року.
У 1979 році «Монте Карло» був модифікований в лоурайдер, який в такому вигляді у 2001 році був використаний у фільмі «Тренувальний День». Автомобіль був у власності головного героя фільму - Аллонсо Харріса, якого грає актор Дензел Вашингтон.